# Pelargoderus bipunctatus
Pelargoderus bipunctatus là một loài bọ cánh cứng trong họ Cerambycidae.